# Raymonda má každý rád
Raymonda má každý rád (v anglickém originále Everybody Loves Raymond) je americký televizní seriál, který vysílala CBS v letech 1996-2005. Mnoho situací ze seriálu je založeno na skutečných zážitcích Raye Romana, představitele hlavní role Raye Barona, a členů týmu scenáristů. Hlavní postavy seriálu jsou také částečně založeny na členech skutečné Romanovy rodiny. Jedná se o jeden z kritiky nejvychvalovanějších sitcomů své doby, během svého vysílání získal třináctkrát cenu Emmy.

## Děj
Seriál zobrazuje život sportovního novináře Raye Baronea, který žije se svou ženou Debrou, dcerou Ally a syny, identickými dvojčaty, Michaelem a Geoffreym. Naproti přes ulici bydlí Rayovi rodiče - Frank a Marie a jejich syn Robert. Ti jsou často přítomni v domě Raye a Debry, což je příčinou častých konfliktů. Jejich častá přítomnost vadí především Debře, protože se často v něčem neshoduje s Marií, která praktikuje pasivní agresivitu. Obě do svých střetů zaplétají Raye, který většinou svůj názor nalezne někde uprostřed mezi oběma ženami. K sourozeneckým sporům dochází také mezi Rayem a Robertem. Robert těžko snáší, že Ray je tím oblíbenějším synem. Ačkoli jsou často viděni, jak se rvou jako děti, jeden druhého až šikanují, jsou si velice blízcí. Jejich otec Frank je velmi hrubý a nerad dává najevo své city, ale několikrát během celého seriálu ukázal, jak moc svou rodinu miluje. Ray a Debra prožívají také své manželské problémy, Debra často upírá Rayovi sex, Ray zase upřednostňuje sledování sportovních zápasů před mluvením své ženy.

## Obsazení
| Ray Romano      | Raymond Barone             |
| Patricia Heaton | Debra Baronová             |
| Brad Garrett    | Robert Barone              |
| Doris Roberts   | Marie Baronová             |
| Peter Boyle     | Frank Barone               |
| Monica Horan    | Amy MacDougallová-Baronová |